# Dīmītrīs Papaïōannou
Dīmītrīs Papaïōannou (in greco Δημήτρης Παπαϊωάννου?; Atene, 21 giugno 1964) è un coreografo greco.
Diplomato alla Scuola di Belle Arti di Atene, vi studiò diverse arti sceniche fino al 1986; in quell'anno, durante un viaggio a New York, entrò in contatto con la danza sperimentale di Erick Hawkins e con il buto giapponese grazie a seminari tenuti da Maureen Fleming al Cafè La MaMa.
Di ritorno in patria fondò con la danzatrice Angeliki Stellatou il gruppo teatrale Edafos Dance Theatre (edafos, terra in greco), che diresse fino al 2002, anno del suo scioglimento.
Nel 2001 fu scelto dal comitato organizzatore dei Giochi olimpici 2004 di Atene come direttore delle cerimonie di apertura e chiusura. Allestì la cerimonia d'apertura, intitolata Birthplace, sotto il segno della divinità greca Apollo e dell'evoluzione dell'uomo attraverso il percorso della civiltà greca, e la cerimonia di chiusura ispirandosi a Dioniso.
È dichiaratamente gay.

## Premio Europa per il Teatro
Nel 2017, riceve un Premio Speciale del XIV Premio Europa Realtà Teatrali, a Roma, assegnato dal Presidente di Giuria del Premio Europa per il Teatro, con la seguente motivazione:
Nell’ambito del Premio Europa Realtà Teatrali, si impone quest’anno un Premio Speciale a Dīmītrīs Papaïōannou, performer regista, coreografo e artista visivo, che con le sue creazioni ha raggiunto i più alti vertici del teatro internazionale. Dalla fine degli anni ’80 ad oggi, nel corso di una ricca carriera, Papaïōannou ha saputo dare, in Grecia e nel resto del mondo, un ampio contributo al teatro contemporaneo, alle arti visive, alla danza e ad altre forme di performing arts. Il suo è un teatro ‘totale’, di chiara maturità espressiva, che dà alla scena una perfetta capacità di significazione nella quale i corpi, gli oggetti, i costumi e l’intera macchina scenica si trasformano in segni visuali mutevoli, ed i segni mutevoli in eventi e gli eventi in narrazioni ed emozioni. Con queste capacità Dīmītrīs Papaïōannou può raccontare qualunque cosa – il mito, la storia, l’affettività, la condizione dell’uomo contemporaneo, la surmodernità – e renderla indimenticabile.